# 西联乡 (克山县)
西联乡，是中华人民共和国黑龙江省齐齐哈尔市克山县下辖的一个乡镇级行政单位。

## 行政区划
西联乡下辖以下地区：
新乐村、东合村、六合村、合兴村、合富村、大众村、合发村和发家村。